# ماخطات
الماخطات (الاسم العلمي: Myxini) هي أصنوفة عليا من اللافكيات تتبع شعيبة الفقاريات.

## التصنيف
- أصنوفة الماخطات
  - رتبة ماخطات الشكل
    - جنس †شبيهة الماخطة
      - نوع †شبيهة الماخطة السيروكية

    - فصيلة الأسماك المخاطية
      - أسرة الماخطاوات
        - جنس الماخطة الخيطية
        - جنس الماخطة الحديثة
        - جنس الماخطة الظهرية

      - أسرة ماخطاوات سباعية الثغور
        - جنس سباعي الثغور

      - أسرة الماخطاوات المتوردة
        - جنس الماخطة المتوردة